# لغة غوندياندي
لغة غونياندي (بالإنجليزية: Gooniyandi language)‏ هي لغة أسترالية، يتحدثها بها الآن حوالي 100 من السّكان الأصليّين، يعيش معظمهم في معبر فيتزروي وضواحيها في غربيّ أستراليا. تعتبر لغة غونياندي لغةً مهدّدةً بالانقراض كونها لا تنقل إلى الأطفال في المنطقة، الذين يتعلمون على لغة الكريول عوضًا عنها.